# زالاکاروش
زالاکاروش (به مجاری:  Zalakaros) یک منطقهٔ مسکونی در مجارستان است که در زالا واقع شده‌است. زالاکاروش ۱۷٫۱۷ کیلومتر مربع مساحت و ۱٬۷۹۱ نفر جمعیت دارد.

## خواهرخوانده
شهر پوخهایم خواهرخواندهٔ زالاکاروش هست.